# 乌拉·延森
乌拉·延森（丹麥語：Ulla Jensen，20世纪—），丹麦女子赛艇运动员。她曾代表丹麦参加世界赛艇锦标赛，获得一枚金牌和一枚铜牌，均来自女子轻量级双人双桨项目。